# George Jeffery (Architekt)

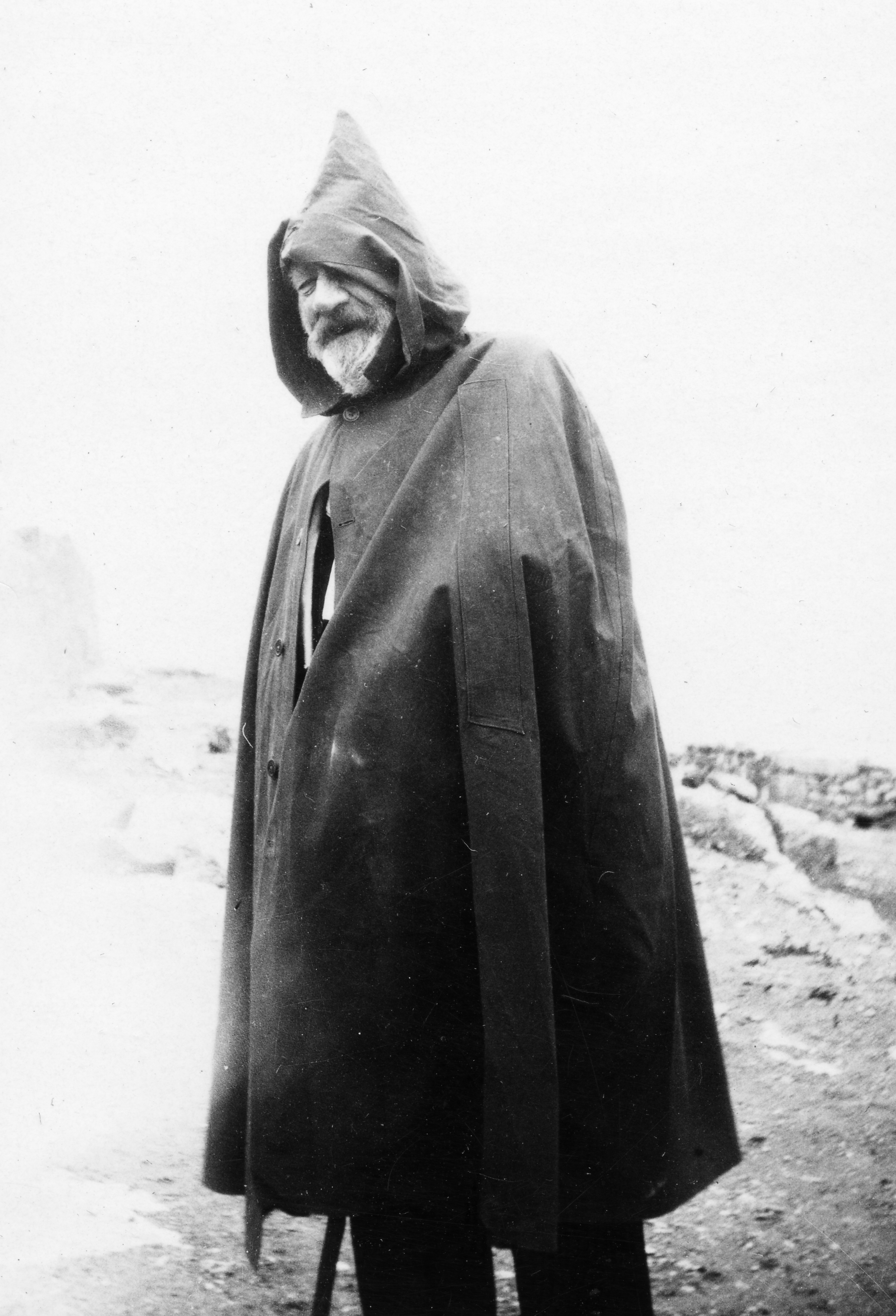
George H. Everett Jeffery

George H. Everett Jeffery (* 2. April 1855; † 4. April 1935) war ein britischer Architekt und Historiker.
Jeffrey war von 1903 bis zu seinem Tode im Jahr 1935 der Kurator der Antiken Monumente von Zypern. Unter seinen Veröffentlichungen befindet sich das Standardwerk Description of the Historical Monuments of Cyprus, das 1918 zum ersten Mal veröffentlicht wurde und seitdem oft nachgedruckt wurde. Seine öffentlichen Aktivitäten schließen ab 1908 die Beaufsichtigung des Baus des Cyprus Museum ein. Seine Tagebücher wurden von Despina Pilides erforscht und herausgegeben.

## Schriften
- A Description of the Historic Monuments of Cyprus. Studies in the archæology and architecture of the island. With illustrations [and plans], etc. Archer, Nikosia 1918.
- A Brief Description of the Holy Sepulchre, Jerusalem, and Other Christian Churches in the Holy City, With Some Account of the Mediæval Copies of the Holy Sepulchre Surviving in Europe. University Press, Cambridge 1919.
- mit Claude Delavel Cobham: An Attempt at a Bibliography of Cyprus. G.P.O., Nikosia 1929.